# Villa gracilis
Villa gracilis är en tvåvingeart som först beskrevs av Macquart 1840.  Villa gracilis ingår i släktet Villa och familjen svävflugor.
Artens utbredningsområde är Pennsylvania. Inga underarter finns listade i Catalogue of Life.